# Триплатинагептаиттрий
Триплатинагептаиттрий — бинарное неорганическое соединение
платины и иттрия
с формулой Pt3Y7,
кристаллы.

## Получение
- Сплавление стехиометрических количеств чистых веществ:

{\displaystyle {\mathsf {3Pt+7Y\ {\xrightarrow {1400^{o}C}}\ Pt_{3}Y_{7}}}}

## Физические свойства
Триплатинагептаиттрий образует кристаллы
гексагональной сингонии,
пространственная группа P 63mc,
параметры ячейки a = 0,9864 нм, c = 0,6299 нм, Z = 2,
структура типа гептаторийтрижелеза Fe3Th7
.
Соединение образуется по перитектической реакции при температуре ≈1400 °C .